# 斯托氏魮
斯托氏魮（学名：Barbus stauchi）為輻鰭魚綱鯉形目鯉科的其中一個種。被IUCN列為瀕為保育類動物，分布於非洲剛果民主共和國Loeme河流域，體長可達8.5公分。

## 扩展阅读
維基物種上的相關：斯托氏魮